# Tatort: Herrenboxer
Herrenboxer ist eine Folge der Fernsehkrimireihe Tatort aus dem Jahr 1994. Der Film wurde vom Schweizer Fernsehen unter der Regie von Christian von Castelberg produziert und ist die fünfte vom Schweizer Fernsehen produzierte Tatort-Folge. Es handelt sich um die Tatort-Folge 297; sie wurde am 16. Oktober 1994 erstmals ausgestrahlt.
Philipp von Burg (László I. Kish) klärt den Mord an einem ehemaligen Profiboxer auf.

## Handlung
Der Rausschmeisser und ehemalige Berufsboxer Alfred Grüninger wird in seinem teuren Penthouse ermordet aufgefunden, Detektivwachtmeister von Burg und seinem Vorgesetzten Gusti Stettler fällt auf, dass eines der Zimmer ziemlich urig eingerichtet ist und nicht zum luxuriösen Ambiente des übrigen Penthouse passt. Dort finden sie Hinweise auf den jungen Boxer Pepe „Lucky“ Lopez, dieser möchte derweil mit seiner Freundin Anja de Wett sprechen, doch diese verweigert das Gespräch. Von Burg findet unterdessen heraus, dass die Karriere von Grüninger offensichtlich wegen Alkoholproblemen endete. Von Burg sucht den bei der Berner High Society sehr beliebten Boxkeller von Jimmy Kohler auf, dieser zeigt sich schockiert über den Tod Grüningers. Er bestätigt, dass Grüninger und Lucky befreundet gewesen seien. Gertsch hat herausgefunden, dass Grüninger Europameisterschaftsanwärter war, jedoch verheizt wurde. Er ist erschlagen worden, hätte aber die Schädelfraktur überlebt, wenn er nicht tagelang unentdeckt in der Wohnung gelegen hätte. Auf Gläsern im Penthouse wurden die Fingerabdrücke von verschiedenen Personen gefunden, unter anderem die von Lucky. Dieser sagt von Burg und Gertsch gegenüber aus, dass die anderen Personen später gekommen sein müssten, er habe diese nicht mehr angetroffen, den Rest des Abends habe er in Jimmys Boxkeller verbracht, dieser bestätigt das.
In der Rotlichtbar, in der Grüninger als Rausschmeisser gearbeitet hatte, erfahren sie von der Stripperin Samantha, dass Grüninger nicht viel verdient habe, das Penthouse sei eine Personalwohnung gewesen. Anja sucht Lucky auf, die beiden versöhnen sich, Lucky erzählt ihr, dass ihr Vater und Fenner Grüninger zu seinem Manager gemacht hatten und dieser deshalb den beiden untersagen konnte, sich zu sehen. Er sei auf Grüninger wütend gewesen, auf ihre Frage, ob er eine Dummheit begangen habe, antwortet er nicht. Nationalrat Pierre Fenner trifft sich derweil mit seinem Parteifreund Gusti Stettler und von Burg, Fenner erzählt, dass er und sein Freund Hanspeter de Wett als Sponsoren von Lucky am Tatabend bei Grüninger gewesen seien, sie hätten Trainingsmassnahmen von Lucky und die Finanzierung derselbigen besprochen, Lucky sei dabei auch die ganze Zeit anwesend gewesen. De Wett und Fenner seien dann gegangen, Lucky habe noch wegen dessen Verbots von Frauenbekanntschaften eine Unterredung mit Grüninger gehabt. Fenner erzählt von der Beziehung von Lucky zu de Wetts Tochter Anja. Von Burg sucht Lucky auf und nimmt ihn mit aufs Revier, dieser bleibt bei seiner Version des Tatabends und beteuert, Fenner und de Wett müssten nach ihm Grüninger aufgesucht haben. Als von Burg ihm einen Schlüssel zu Grüningers Penthouse präsentiert, der dort gefunden wurde, korrigiert er seine Aussage, er habe Fenner und de Witt tatsächlich noch bei Grüninger angetroffen, sei aber von diesen weggeschickt worden. Jimmy habe ihn zu der Falschaussage bewegt, um die Sponsoren nicht in Schwierigkeiten zu bringen, den Schlüssel habe er im Auftrag Grüningers als Zweitschlüssel fertigen lassen. Fenner fragt derweil de Wett, wie der ungeeignete Grüninger ihn überzeugt habe, ihn zu Luckys Manager zu machen, de Wett behauptet fachliche Gründe.
Von Burg erfährt vom Schlüsseldienstangestellten Seeger, dass Lucky Grüningers Zweitschlüssel nicht dort hat herstellen lassen. Bei einer nochmaligen Durchsuchung von Grüningers Wohnung bekommt der Fall eine Wendung. Grüninger hat offensichtlich nur das hintere Zimmer des Penthouse bewohnt und von dort aus Sex-Partys der High Society im vorderen Teil des Penthouse mit einer versteckten Kamera gefilmt. Von Burg und Gertsch entdecken auf einem Video in der Kamera kompromittierende Aufnahmen von Fenner und anderen Prominenten, die Beamten erschließen, dass Grüninger seine plötzliche Stellung als Luckys Manager durch Erpressung erlangt hat. Am nächsten Morgen finden die Beamten ebenfalls heraus, dass Grüninger trotz seines geringen Einkommens als Rausschmeisser das Penthouse kürzlich auf Vermittlung von de Wett und Fenners Firma gekauft hatte. Die Beamten führen Fenner das Video vor, dieser verharmlost das Video, gibt aber zu, dass sich dort öfter Prominente in der Wohnung getroffen und dort Sex hatten. Erpresst worden sei er jedoch nie, auch habe er von dem Kauf des Penthouse durch Grüninger nichts gewusst.
Von Burg und Gertsch suchen Grüningers Schwester in deren Heimatdorf auf, dort zeigt die Schwester den Beamten eine Videoanlage ihres Bruders, an der er stets gearbeitet hatte. Sie sagt den Beamten gegenüber aus, dass de Wett mehrfach bei ihr angerufen hatte und sämtliche Videos Grüningers kaufen wollte, wo die Kassetten sich befänden, wisse sie aber nicht. Nachdem die Beamten weg sind, holt die Schwester die Kassetten hervor und versucht, de Wett anzurufen, erreicht jedoch nur dessen Tochter, sie beschließt, eine der Kassetten an Anja zu schicken. Fenner stellt unterdessen de Wett zur Rede, er fühlt sich von de Wett benutzt, als Lockvogel ranghohe Geschäftsleute in die Wohnung gebracht zu haben, damit de Wett diese erpressen kann, Grüninger wurde von de Wett aus Dankbarkeit für dessen Dienste zu Luckys Manager gemacht. Durch eine im Penthouse gefundene Figur, deren Gegenstück eine Drogentote kürzlich bei ihren persönlichen Effekten hatte, kommen die Beamten auf deren Halbbruder, es ist Seeger vom Schlüsseldienst, den von Burg kürzlich nach Grüningers Schlüssel befragt hatte. Während Lucky rechtzeitig vor seinem Kampf aus der U-Haft entlassen wird, sagt Seeger aus, dass seine Halbschwester immer wieder Geld für ihre Sucht gebraucht hatte. Eines Tages sei sie vollkommen verändert und weniger verwahrlost gewesen, sie hatte einen älteren Mann namens de Wett kennen gelernt und davon geschwärmt, dass er sie von der Strasse hole. Unterdessen erhält Anja das Video von Grüningers Schwester, dort sieht sie ihren Vater mit dem Mädchen, das plötzlich tot umfällt, ihr hinzukommender Vater erklärt ihr, dass sie aus dem Bad gekommen sei und sie dort offenbar eine Überdosis genommen hatte, Grüninger hatte ihm dann geholfen, die Leiche aus der Wohnung zu schaffen, so dass sie an einem anderen Ort aufgefunden wurde.
Anja flieht aus dem Haus ihres Vaters, unterdessen gibt Seeger zu, dass er mit dem Zweitschlüssel ins Penthouse gegangen sei, um Grüninger zur Rede zu stellen, doch dieser sei bereits tot gewesen. Er ging nicht zur Polizei, weil er sich nicht unter Mordverdacht bringen wollte. In diesem Moment ruft Grüningers Schwester bei von Burg an, sie erzählt von den Bändern und dass sie das mit dem toten Mädchen Anja geschickt hat. Die Beamten gehen zu Luckys Boxkampf und sehen dort Anja, wie sie Fenner anspricht, dieser möchte mit Anja unter vier Augen reden und fleht sie an, mit dem Video nicht zur Polizei zu gehen. Von Burg und Gertsch sprechen de Wett auf das Videoband an, dieser gibt zu, von Grüninger erpresst worden zu sein, den Mord bestreitet er jedoch. Unterdessen wird Fenner gegenüber Anja grob und verlangt die Herausgabe des Bandes. De Wett erzählt den Beamten, dass Fenner, der sich im Nationalrat sehr gegen Drogen engagiert, auf einem Band mit Eva Seeger zu sehen sei und von Grüninger damit ebenfalls erpresst worden war, Fenner war am Tatabend auch als Letzter von Grüninger gegangen. Von Burg wähnt Anja nunmehr in grosser Gefahr, diese übergibt mittlerweile Fenner das Band und sagt zu, keine Aussage vor der Polizei zu machen. Fenner vertraut ihr nicht und verfolgt sie. Fenner versichert ihr, dass der Tod Grüningers ein Unfall war, als sie schreit, will er sie umbringen, im letzten Moment hört Lucky, der gerade seinen Kampf gewonnen hat, das Schreien seiner Freundin und kann sie retten, indem er Fenner niederschlägt. Die Beamten nehmen Fenner fest.

## Hintergrund und Einschaltquote
Für Detektivwachtmeister Philipp von Burg (László I. Kish) ist es der zweite Fall, seinen Assistenten Markus Gertsch (Ernst C. Sigrist) hat er von seinem Vorgänger Detektivwachtmeister Reto Carlucci (Andrea Zogg) übernommen.
Die Erstausstrahlung von Herrenboxer erfolgte am 16. Oktober 1994, der Film wurde in Bern und Umgebung gedreht, bei dieser konnte die Folge 4,22 Millionen Zuschauer binden.

### Kritik
Die Kritiker der Fernsehzeitschrift TV Spielfilm zeigten für diesen Tatort den Daumen nach oben.